# 9 Songs
Pour plus de détails, voir Fiche technique et Distribution.
9 Songs est un film britannique réalisé par Michael Winterbottom, sorti le 2 mars 2005 en France et le 22 juillet 2005 aux États-Unis.
Le film a été produit en 2004. Le titre du film se rapporte aux neuf chansons jouées par huit groupes de rock différents qui complètent l'histoire du film. Ce film peut être classé entre différents genres cinématographiques : pornographique/érotique, musical et romance.

## Synopsis
Le film raconte l'histoire d'amour moderne d'un jeune couple : Matt, un climatologue, et Lisa, une étudiante américaine en échange scolaire. L'histoire est racontée selon la perspective de Matt alors qu'il part pour l'Antarctique. Leur intérêt commun principal est une passion pour les concerts de musique et ils assistent fréquemment à des concerts de rock ensemble ; le film décrit le couple, ou Matt seul, regardant neuf chansons à ces concerts. Lisa met fin à leur courte et intense relation lorsqu'elle retourne chez elle aux États-Unis.

## Informations complémentaires
Les neuf chansons sont filmées dans la salle Carling Brixton Academy de Londres, lors du passage des différents groupes.

### Les neuf chansons
- Black Rebel Motorcycle Club, Whatever happened to my rock and roll
- Von Bondies, C'Mon, C'Mon
- Elbow, Fallen angel
- Primal Scream, Movin' on up
- Dandy Warhols, You Were The Last High
- Super Furry Animals, Slow life
- Franz Ferdinand, Jacqueline
- Michael Nyman, Nadia
- Black Rebel Motorcycle Club, Love Burns

## Fiche technique
- Titre : 9 Songs
- Réalisation : Michael Winterbottom
- Scénario : Michael Winterbottom
- Producteur : Andrew Eaton (en), Michael Winterbottom
- Producteur associé : Melissa Parmenter
- Directeur de la photographie : Marcel Zyskind (de)
- Monteur : Mat Whitecross, Michael Winterbottom
- Distribution : Pan Européenne Édition pour la France et Tartan Productions aux États-Unis
- Pays d'origine : Royaume-Uni
- Format : Couleurs - 1,85:1 - son Dolby - 35 mm
- Genre : Drame / Musique / Romance
- Durée : 1 h 09
- Date de sortie : 2 mars 2005 (France)
- Interdit aux moins de 18 ans

## Distribution
- Kieran O'Brien : Matt
- Margo Stilley : Lisa

## Accueil critique
Le film est axé sur le triptyque « sexe, drogue et rock 'n' roll ». Il a été controversé lors de sa sortie à cause de son contenu sexuel qui inclut des séquences non simulées entre les deux acteurs de relations sexuelles, de fellation et cunnilingus ainsi qu'une scène d'éjaculation. Sa sortie a provoqué un débat sur le fait de savoir si, du point de vue artistique, les scènes de sexe non simulées contribuent à la signification du film ou outrepassent les limites de la pornographie. Il est sorti avec la catégorie NC-17 aux États-Unis, et R, pour sa version coupée. Néanmoins, le film a reçu le certificat 18 du British Board of Film Classification au Royaume-Uni et est devenu le film conventionnel le plus explicite à être évalué ainsi au Royaume-Uni. En Australie, le Office of Film and Literature Classification a classé X le film, ce qui l'aurait empêché de passer dans les salles et aurait limité la vente du film au territoire de la capitale australienne et au territoire du Nord. L'OFLC Review Board a changé plus tard le film en classification R, bien que le South Australian Classification Council relève la classification à X pour l'Australie-Méridionale. En dépit de pressions intenses pour le garder hors des salles de cinéma, le film a reçu une classification R18 à sa sortie en Nouvelle-Zélande par le Office of Film and Literature Classification.

## Distinctions
- Sélectionné au Festival international du film de Saint-Sébastien, en compétition pour la Coquille d'or
- Meilleure photographie au Festival international du film de Saint-Sébastien
- Golden Trailer Awards 2006, nommé pour le Golden Trailer

## Autour du film
Le film a la particularité d'avoir été doublé en breton en 2013 : cela en fait le premier film interdit aux moins de 18 ans doublé en langue régionale en France.